# Charites
 (février 2025).
Pour les articles homonymes, voir Grâces.
Dans la mythologie grecque, les Charites (en grec ancien Χάριτες / Khárites), assimilées aux Grâces par les Romains, sont des déesses personnifiant la vie dans toute sa plénitude, et plus spécifiquement la séduction, la beauté, la nature, la créativité humaine et la fécondité.

## Famille et nombre de Charites
Bien qu'aujourd'hui vues comme une triade comprenant Euphrosyne, Thalie et Aglaé, le nombre de Charites et leur parenté a en fait grandement varié selon le lieu et les époques :
Selon Hésiode et Pindare, les Charites sont les filles de Zeus et d'Eurynomé (ou d'Eunomie).
Certaines traditions tardives en font plutôt les filles d'Hélios (le Soleil) et d'Églé, ou de Dionysos et d'Aphrodite (ou d'Héra).
Quant à Homère, il nomme Charis comme l'épouse d'Héphaïstos et présente Pasithée comme une des Charites, fille de Dionysos et d'Héra. Héra la promet en mariage à Hypnos à condition qu'il veuille bien l'aider à endormir Zeus.
Dans les temps primitifs, on n'honorait à Sparte que deux Charites, Kléta (L'Illustre) et Phaenna (L'Éclatante), qui, chez les Athéniens, portaient les noms d'Auxo (Celle qui fait croître) et Hégémone (Celle qui met en route). Le premier surtout de ces noms, Auxo, permet d'affirmer leur caractère de déesses de la végétation, sans doute aussi de la fécondité. C'est Hésiode qui porte leur nombre à trois. Dans l'antique cité des Minyens, à Orchomène de Béotie, elles étaient trois, Euphrosyne, Thalie, Aglaé, et étaient adorées comme divinités des eaux dans le fleuve Céphise, comme le rappelle Pindare au début de la XIVe Olympique.
Nonnos décrit les Charites (Grâces), un ensemble de déesses de grâce et de charme, comme comprenant Péitho, Pasithée et Aglaé, et toutes sont identifiées comme des filles de Dionysos. Le poète élégiaque de l'époque hellénistique Hermésianax fait également référence à Péitho comme l'une des Charites.
Alternativement, une ancienne peinture sur vase atteste les noms suivants comme : Anthéia (« Fleurs »), Paidia (« Jouer / Jeu »), Pandaisia (« Banquet »), Pannychis (« Festivités nocturnes »), Eudaimonia  (« Bonheur »), Euthymia  (« Bonne humeur »), Eutychia (« Bonne chance »), les deux dernières étant également des noms utilisés parfois pour désigner Euphrosyne. Ces noms font tous référence aux Charites comme des patronnes des divertissements et des festivités.
Pausanias fournit une longue digression au cours de sa Description de la Grèce (livre 9, chapitre 35, 1-7) sur les différentes traditions attachées aux Charites en Grèce continentale et en Ionie.

## Symbolique des Grâces

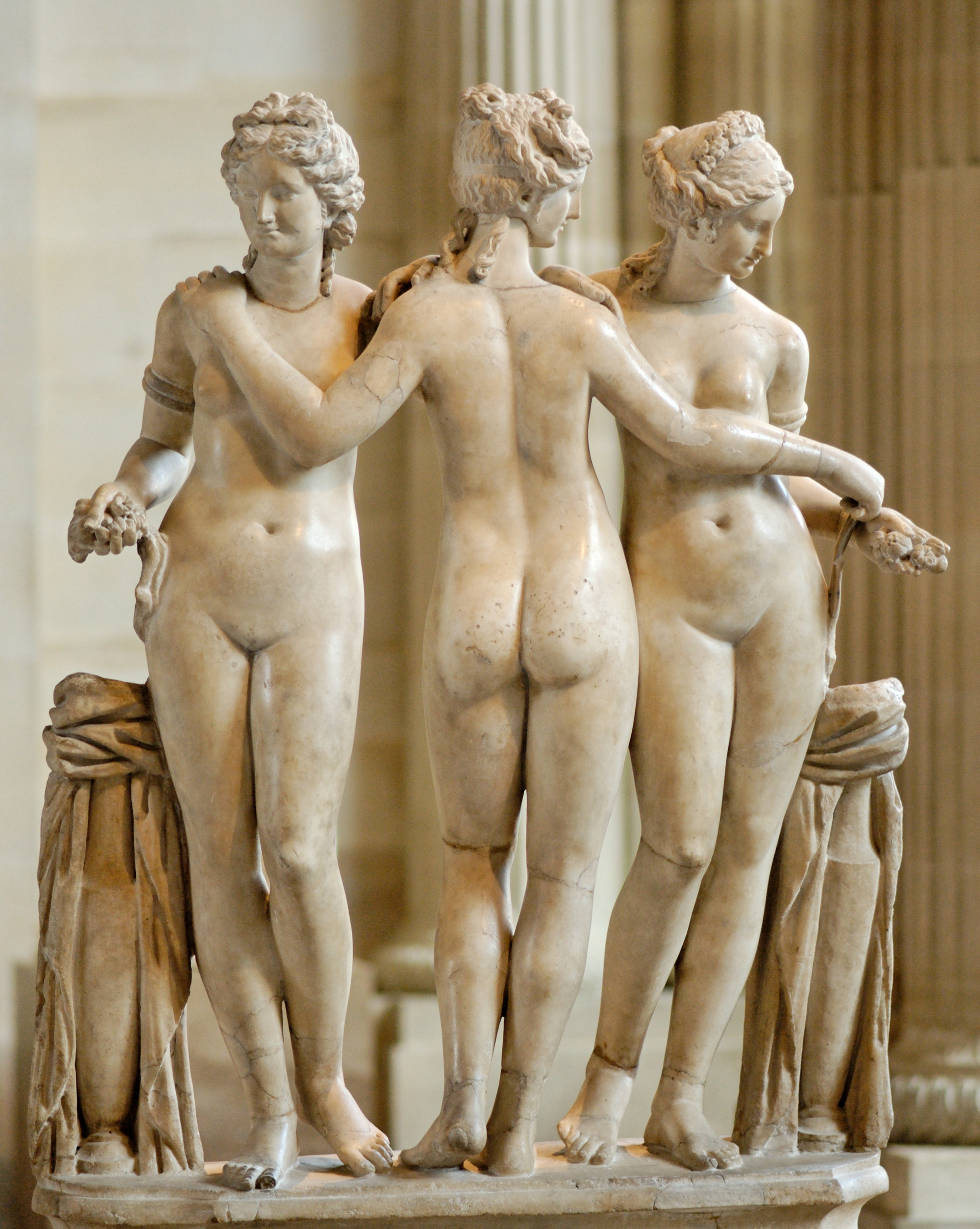
Les trois Grâces, copie romaine / original grec IIe siècle avant notre ère, restauration 1609 Nicolas Cordier. Louvre, collection Borghèse

En grec ancien, la racine du nom des Charites est celle du verbe χαίρω / khaírô (« se réjouir, être joyeux »). Cette joie vivante, force élémentaire qui nous maintient dans l'être et le bonheur, est celle que les Grecs se souhaitaient en se saluant du seul mot de χαῖρε / khaĩre (« réjouis-toi ! »).
- Euphrosyne est la joie poussée à son sommet, l’allégresse, la joie de vivre que l'on ressent dans un banquet (tel le banquet éternel des dieux auquel les hommes participaient au début du récit de la Théogonie) ;
- Thalie est la personnification de l’abondance, voire la surabondance, le trop-plein de vie, qui se prodigue comme un don ;
- Aglaé est la beauté dans ce qu'elle a de plus éblouissant, la splendeur. Il s'agit de la plus jeune, elle passe selon Hésiode pour l'épouse d'Héphaïstos à la place d'Aphrodite. Enfin, Aglaé est aussi la messagère d'Aphrodite.

Ensemble, elles personnifient le mode de vie festif, de dépense, qui permet de vivre la vie dans ce qu'elle a de plus intense. Les Charites sont la vie telle que l'entendaient les Grecs. Ainsi, chez eux, tout ce qui est reçu est une charis, une grâce (ou une gratification) : dans une société fondée sur le don (ce qu'exprime en grec ancien le verbe χαρίζομαι / kharízomai, « accorder une grâce ») et le contre-don, elles sont donc intégrées au système de valeurs, en plus d'être un idéal de vie festive.[réf. nécessaire]
Leur rôle dans le don est décrit par Sénèque : « Selon les uns, elles représentent la bienfaisance dans ses trois acteurs, celui qui donne, celui qui reçoit, celui qui rend : selon d’autres, sous ses trois faces : le bienfait, la dette, et la reconnaissance,. ».
Comme tous les dieux et déesses, elles sont éternellement jeunes et belles, à l'âge que les Grecs considéraient comme celui de la plénitude, entre quinze et vingt ans.
Elles incarnent le désir de l'homme, et sont l'incarnation de la vie, mais pas dans sa différence avec la mort (thanatos), plutôt en tant qu'élément du vivant (βίος / bíos, bios) ; elles incarnent la vie (ζωή / zôế, zoé), quand celle-ci est plus intense. Elles président ainsi à toutes les activités ludiques (d'où leurs représentations en danses et en jeux), à toutes les activités gratuites : la sexualité en dehors du mariage, le festin (le repas en l'absence de faim), la danse (l'activité physique sans nécessité, pour le plaisir).
Cependant, cette forme supérieure que peut revêtir la vie ne l'est que dans l'ordre. Pour que la vie puisse s'épanouir à ce point, il est nécessaire qu'un roi règne. Ainsi, elles sont souvent représentées dansant ; la danse qu'elles exécutent est très différente de celles des Ménades qui escortent Dionysos. Elle est dirigée par Apollon qui joue de la cithare, dictant le rythme de la danse, en découpant le temps et les mouvements en périodes régulières. De même, les fêtes humaines qu'elles président ne se font qu'à certains moments de l'année, à des dates réglées à l'avance.
Les Charites ont comme divinités symétriques les Érinyes, divinités de la haine et de la vengeance, elles aussi soumises à l'ordre du roi. Dans les sociétés antiques, l'échange (le don) est requis pour arrêter le cycle de la vengeance, pour exorciser l'ambivalence de la vie : on échange des cadeaux contre la vie.
La grâce peut être de différentes sortes :
- la grâce érotique, versée par Aphrodite, inspire le désir sexuel ;
- la grâce du guerrier, qui est la gloire ;
- la grâce du roi, qui inspire le respect (notre charisme).

La grâce (χάρις / kháris, charis) peut également être versée sur les hommes. Ainsi Ulysse, qui sort du bain préparé par Nausicaa, et reçoit la charis d'Athéna, prend l'apparence d'un dieu.

## Attributs
L'une tient des roses, l'autre, un dé à jouer, et la troisième, une branche de myrte ou les trois tiennent chacune une pomme.

## Culte

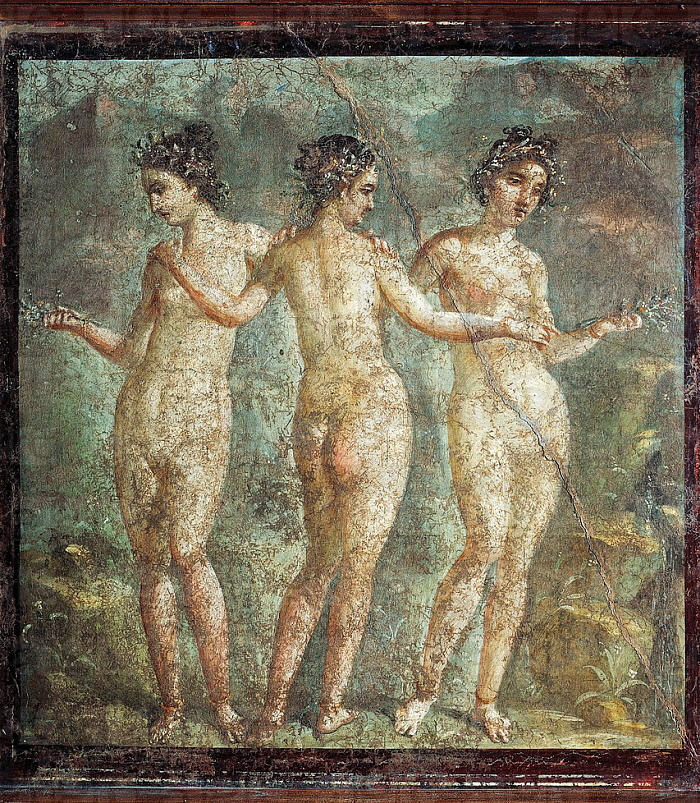
Les Trois Grâces, fresque de Pompéi, 1-50

Les Charites font partie du cortège d'Apollon mais aussi d'Aphrodite. Elles avaient des temples à Élis, Delphes, Périnthe, mais on leur rendait un culte distinct par exemple à Orchomène (Béotie), où elles aimaient à se baigner dans la fontaine Acidalie, et à Paros. Dans Argos, elles étaient associées au culte d'Héra, et leurs statues se dressaient à l'entrée de son temple, d'après la description qu'en donne Pausanias. Dans ce temple, la statue d'Héra par Polyclète portait sur sa couronne les Charites et les Heures. À Délos, la statue d'Apollon présentait sur sa main tendue le groupe des trois Charites. Si les Charites trouvent ainsi place dans le cortège de plusieurs grands dieux, c'est sans doute que ces dieux les ont supplantées là où elles étaient primitivement adorées comme forces primordiales.
Le fleuve Céphise près de Delphes leur est consacré.

## Les jeunes Charites
En plus des Charites principales existent également un groupe de quatre plus jeunes déesses, filles d'Héphaïstos et de la Charite Aglaé, désignées sous le nom de « jeunes Kharites », en opposition avec leur mère et ses sœurs, alors appelées « Kharites anciennes ». Ces jeunes Charites sont :
- Philophrosyne (déesse de la bienveillance, de la bonté, de l'amitié, de la bienvenue et de la gentillesse)
- Euphémé (déesse des louanges, des acclamations)
- Eukléia (déesse de la gloire)
- Euthénia (déesse de la prospérité)

## Iconographie et évocations artistiques ultérieures

Die Jugend (Die drei Grazien) de Hans Baldung, entre 1541 et 1544, Musée du Prado.

On les représente d'abord comme toutes les déesses, vêtues et voilées mais plus tard, elles apparaissent complètement nues.
Parmi leurs représentations célèbres, on peut citer :
- 1482 : Sandro Botticelli, Le Printemps, tempera sur panneau de bois, 203 × 314 cm, à la Galerie des Offices, à Florence.
- 1504-1505 : Raphaël, Les Trois Grâces, huile sur bois, 17,8 × 17,6 cm, au musée Condé, à Chantilly.
- 1531 : Lucas Cranach l'Ancien, Les Trois Grâces, 37 × 24 cm, au musée du Louvre, à Paris.
- 1561 : Germain Pilon, Les Trois Grâces, monument funéraire du cœur d'Henri II, sculpture en marbre, au musée du Louvre, à Paris.
- 1639 : Pierre-Paul Rubens, Les Trois Grâces, huile sur bois, 500 × 617 cm, au musée du Prado, à Madrid.
- 1697 : Jean Delcour, Les Trois Grâces du Perron de Liège, place du Marché, à Liège.
- 1763 : Carle van Loo, Les Trois Grâces, au musée d'art du comté de Los Angeles, à Los Angeles.
- 1765-1770 : François Boucher, Les Trois Grâces supportant l'Amour, huile sur toile, 80 × 65 cm, au musée du Louvre, à Paris.
- vers 1770 : Étienne Maurice Falconet, Pendule : les Trois Grâces, marbre et bronze doré, 80 × 38 cm, au musée du Louvre, à Paris.

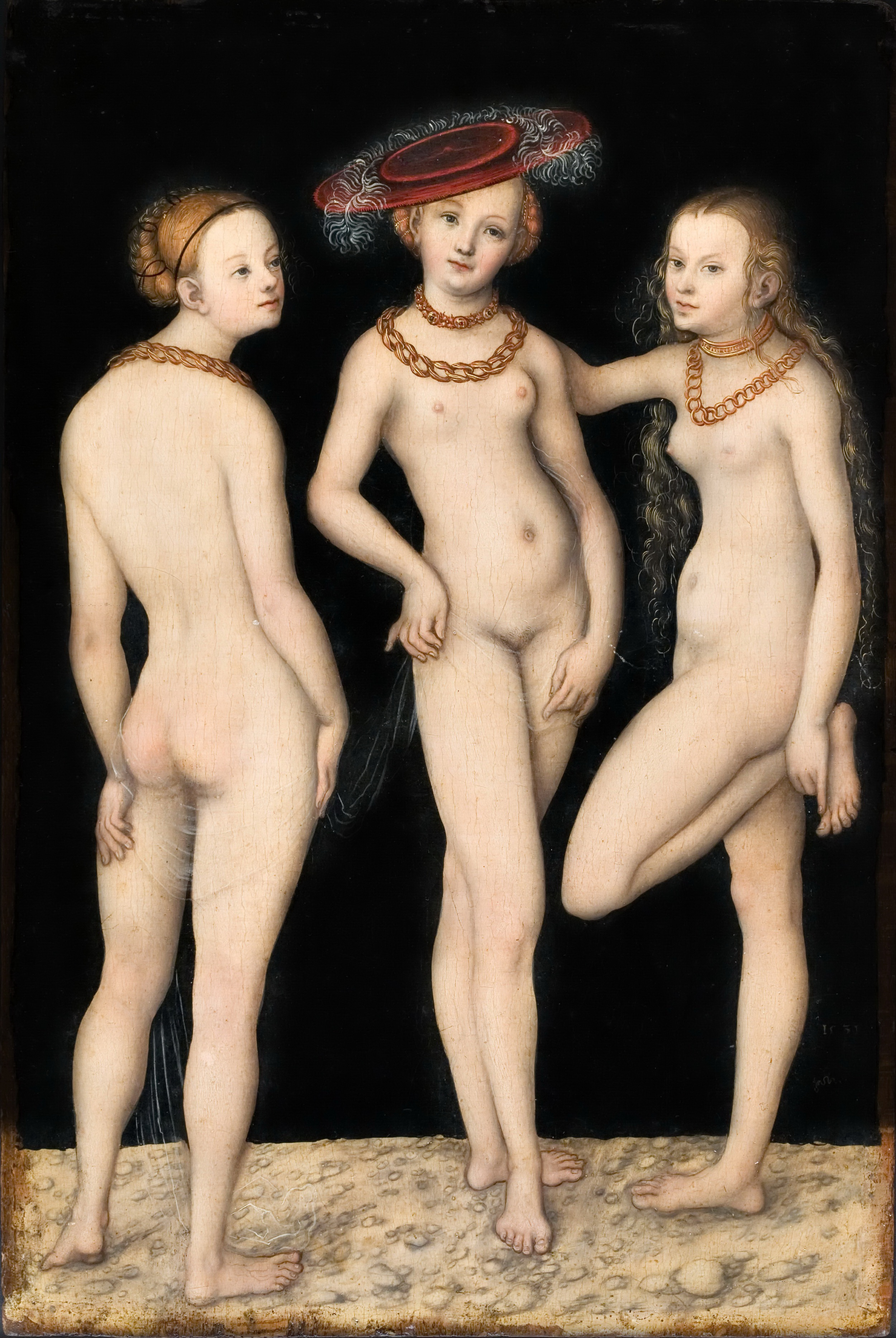
Les Trois Grâces, Lucas Cranach l'Ancien (1531)

- 1776 (livraison) : Étienne Dantoine ou d'Antoine, Fontaine des Trois Grâces, sculpture en marbre de Carrare, depuis 1792 place de la Comédie à Montpellier ; en fait l’œuvre originale ne se trouve plus sur la place, où trône depuis 1989 une copie en pierre de résine, mais à l'abri dans le hall d'accueil de l'Opéra Comédie voisin.
- 1797-1798 : Jean-Baptiste Regnault, Les Trois Grâces, huile sur toile, 204 × 153 cm, au musée du Louvre, à Paris.
- 1816 : Antonio Canova, Les Trois Grâces (1re version), sculpture en marbre, au musée de l'Ermitage, à Saint-Pétersbourg.
- 1815 : Alexandre-Jean Dubois-Drahonet, Les Trois Grâces, huile sur toile, 96,5 × 96,5 cm, collection privée.
- 1817 : Antonio Canova, Les Trois Grâces (2e version), sculpture en marbre, au Victoria and Albert Museum, à Londres, en alternance les National Galleries of Scotland.
- 1825-1831 : James Pradier, Les Trois Grâces, sculpture en marbre, 172 × 102 × 45 cm, au musée du Louvre, à Paris.
- 1840 : Antoine-Louis Barye, Les Trois Grâces, bronze, 20 × 9 cm, au musée du Louvre, à Paris.
- 1869 : Louis Visconti, fontaine des Trois Grâces, place de la Bourse, Bordeaux.
- vers 1885 : Edward Burne-Jones, Les Trois Grâces, à Tullie House, à Carlisle.
- vers 1923 : Pierre Matossy, Les Trois Grâces dans les jardins de la villa Médicis, collection privée.
- 1938 : Aristide Maillol, Les Trois Grâces, sculpture en plomb, dans le Jardin du Carrousel, à Paris.
- 1938 : Salvador Dalí, Plage enchantée avec trois Grâces fluides, huile sur bois, 65 × 81 cm, au musée Salvador-Dali, à Saint-Petersburg
- 1998 : John Currin, Three Friends, huile sur toile, 198 × 155 cm, collection privée.
- 1999 : Niki de Saint Phalle, Les Trois Grâces, céramique, verre de Murano sur polyester, œuvre itinérante

Identifiées dans le corpus de la mythographie hellénistique, les Grâces sont indispensables dans tout cursus d'études en histoire de l'art depuis la Renaissance et la pratique du voyage en Italie.

Quelques représentations artistiques
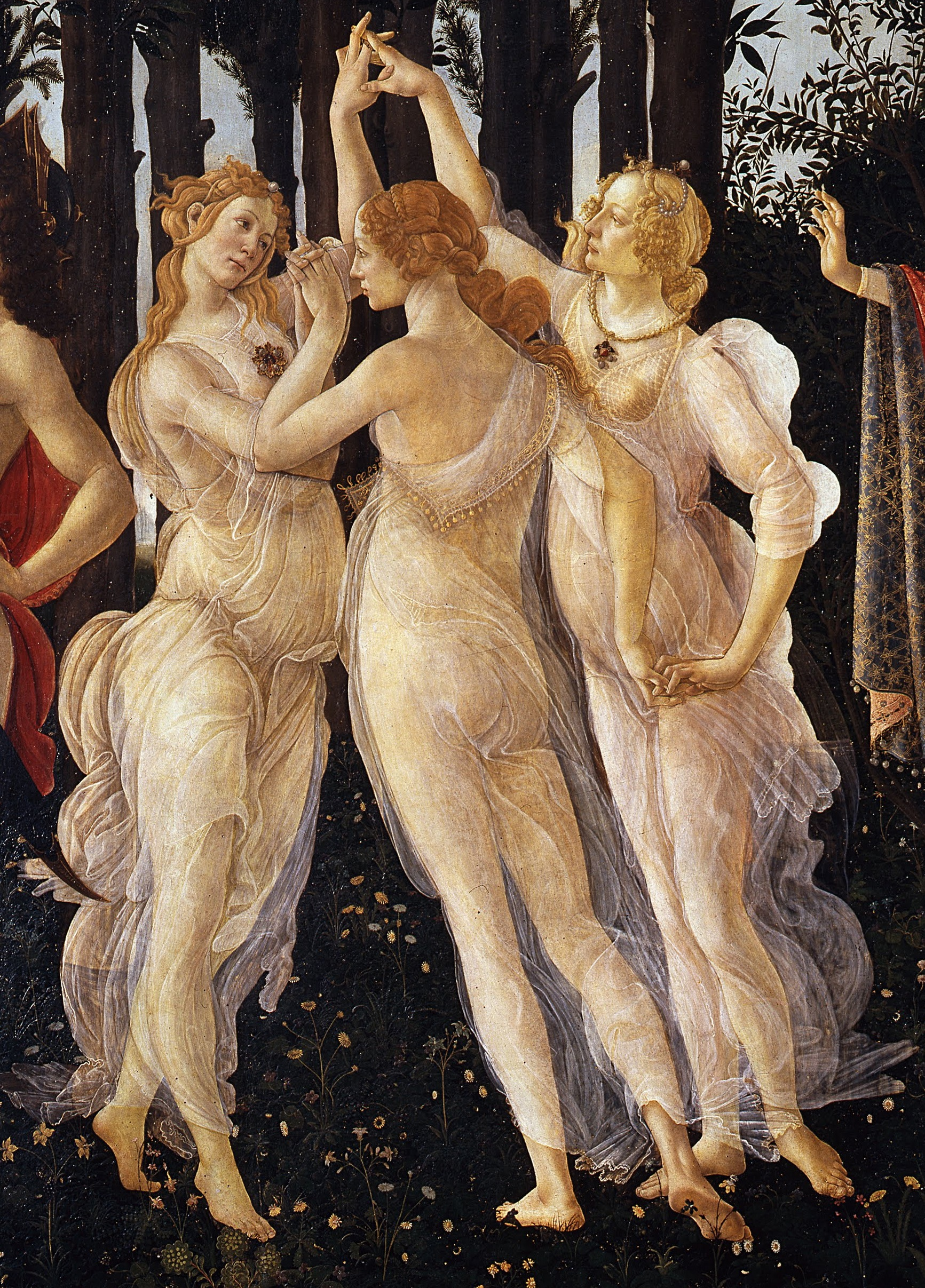
Les Trois Grâces de Sandro Botticelli dans la peinture Le Printemps, Galerie des Offices.
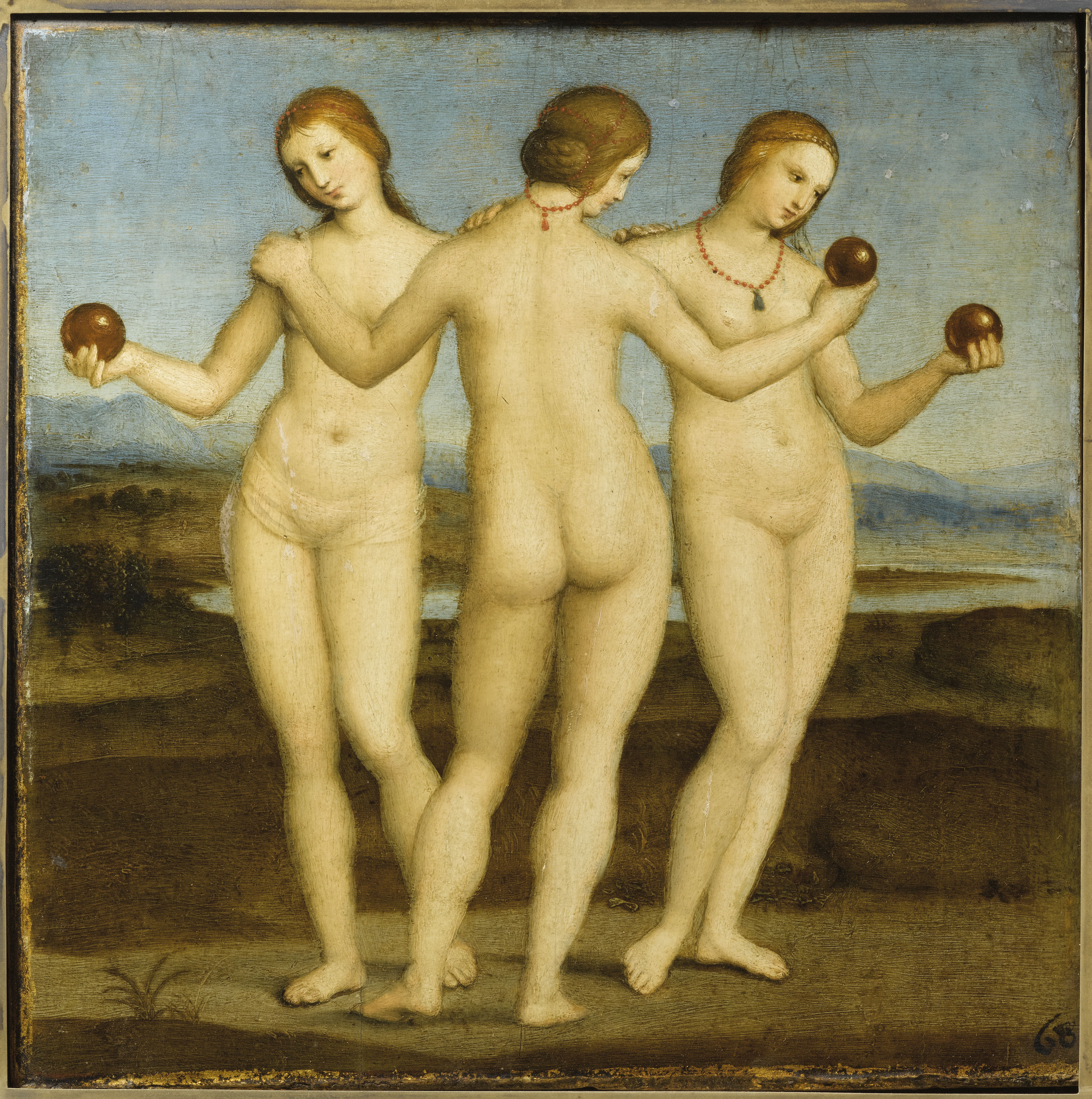
Les Trois Grâces de Raphaël, 1504–1505, Musée Condé, Chantilly.
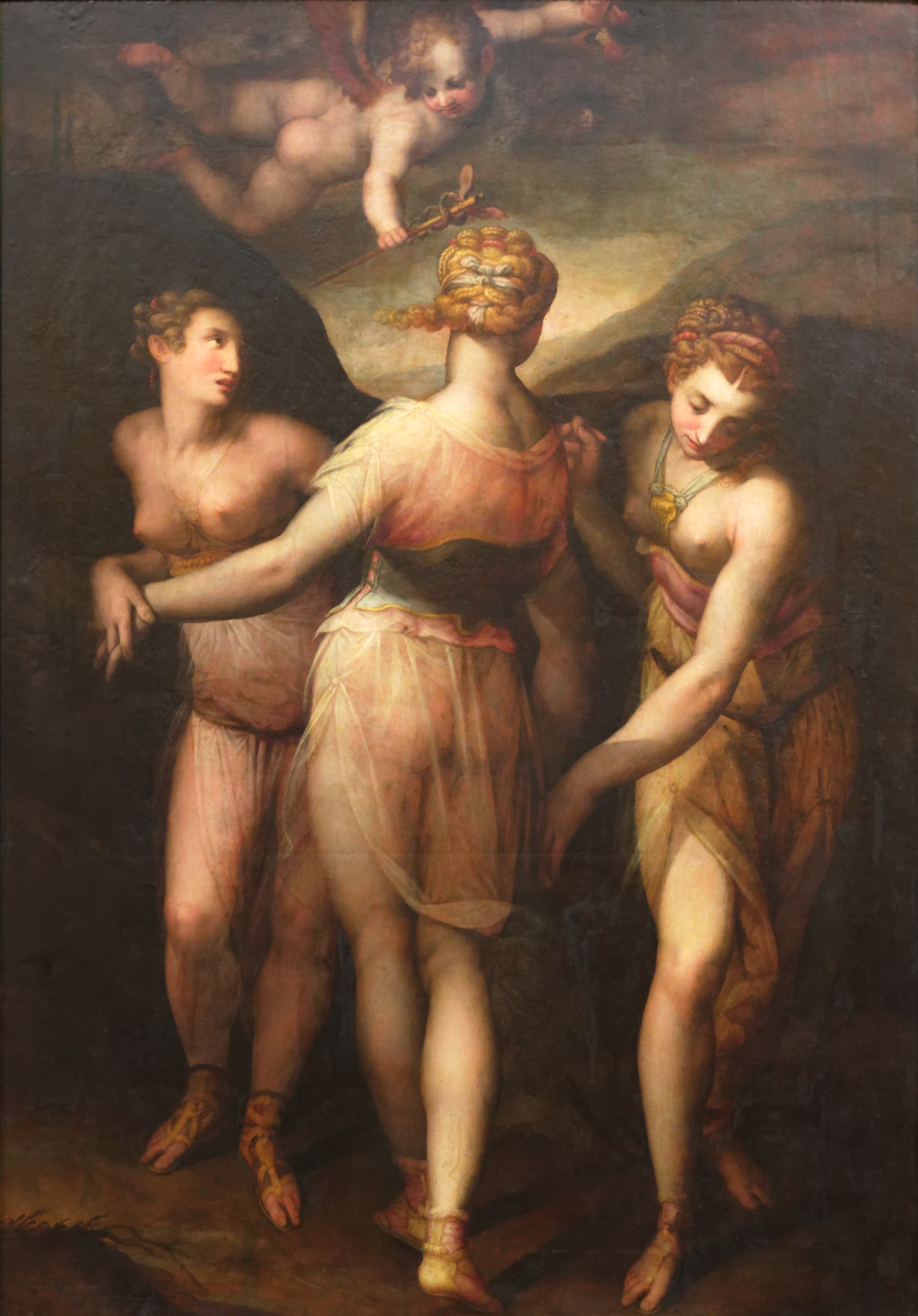
Les Trois Grâces, Giovanni Battista Naldini, années 1580. Musée des Beaux-Arts de Budapest, collection Esterházy[13].
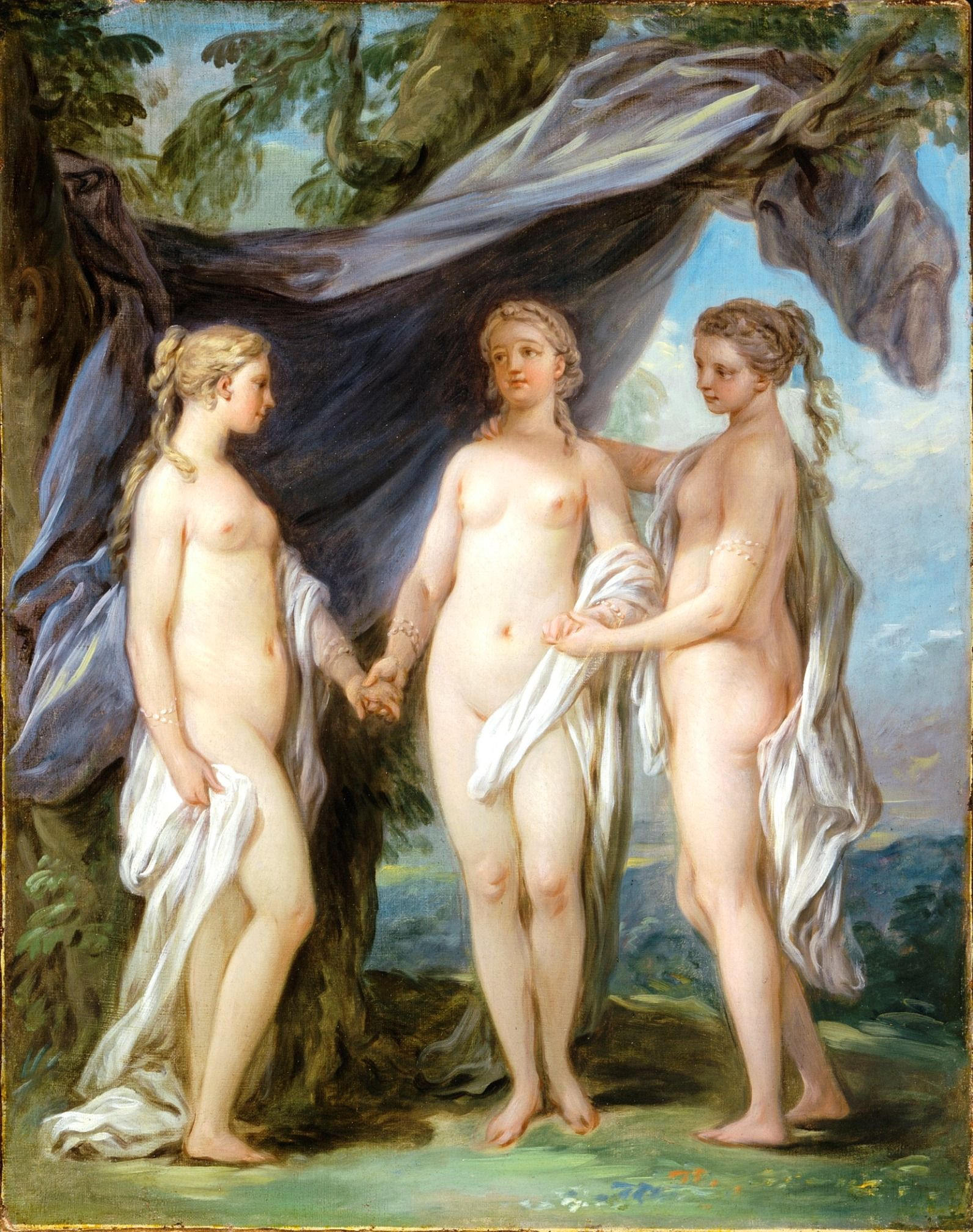
The Three Graces, de Carle van Loo, 1763
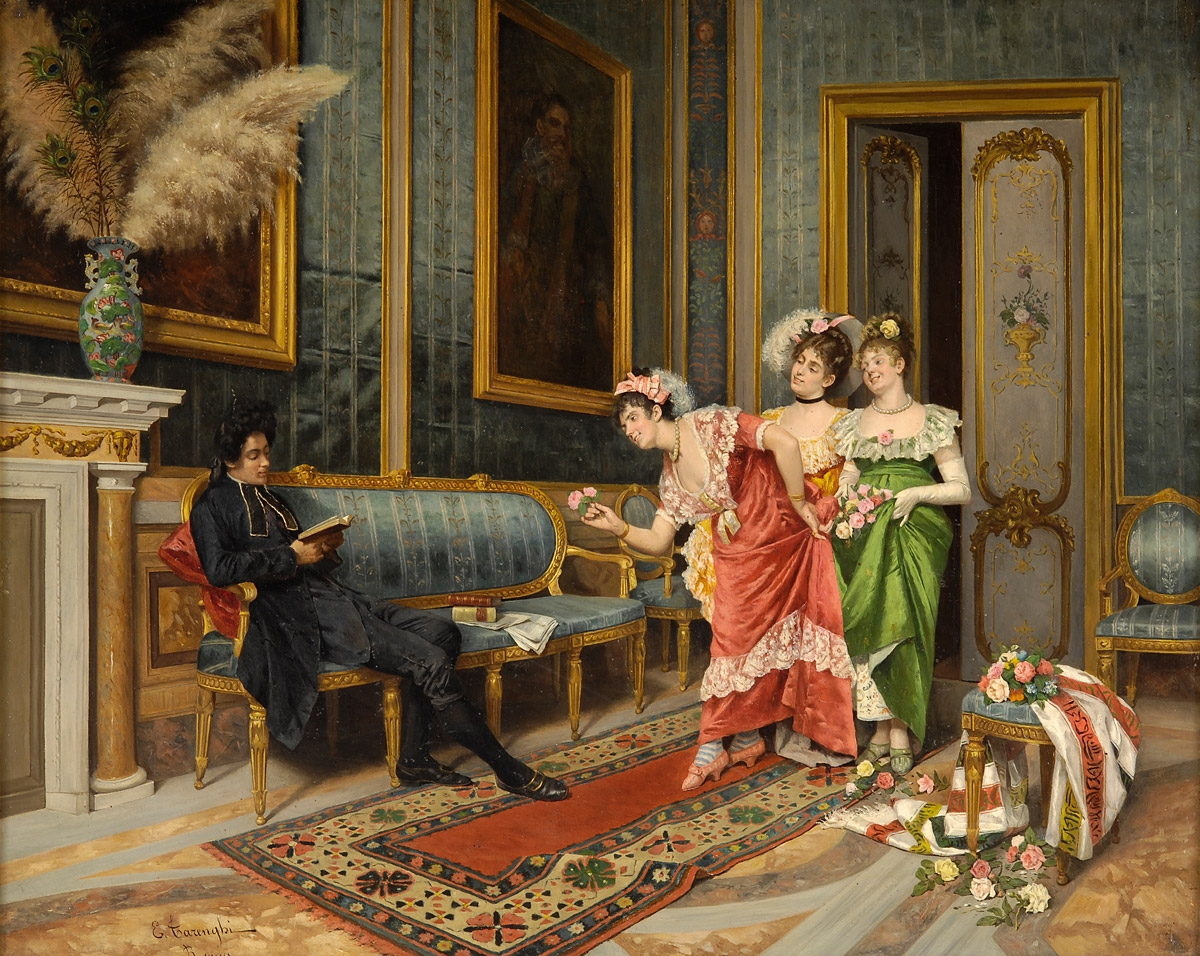
Le Tre Grazie, Enrico Tarenghi (1848–1938)

### Sources antiques
- Pseudo-Apollodore, Bibliothèque [détail des éditions] [lire en ligne] (I, 3, 1).
- Hésiode, Théogonie [détail des éditions] [lire en ligne] (v. 64 et 907).
- Homère, Iliade [détail des éditions] [lire en ligne] (V, 338 ; XVIII, 382 ; XIV, 267), Odyssée [détail des éditions] [lire en ligne] (VIII, 362 ; XVIII, 192).
- Nonnos de Panopolis, Dionysiaques [détail des éditions] [lire en ligne] (XXXI, 103).
- Pausanias, Description de la Grèce [détail des éditions] [lire en ligne] (IX, 35 à 39).
- Quintus de Smyrne, IV, 140.